# 10号露兰
《10号露兰》是中国漫画家于彦舒的漫画，在「天漫」发行，于2013年10月登陆「月刊DRAGON AGE」。原本是在《天漫》刊登的短篇漫画，但编辑觉得有趣所以变短期连载，又因为反响不错改为15话连载的漫画。 漫画讲述球技好的一位少年被足球经纪人相中。少年却说“球员都只懂听技术席的指挥，那样的足球有什么乐趣”拒绝。但经纪人还是和这位少年签约了……